# Alois Lütolf

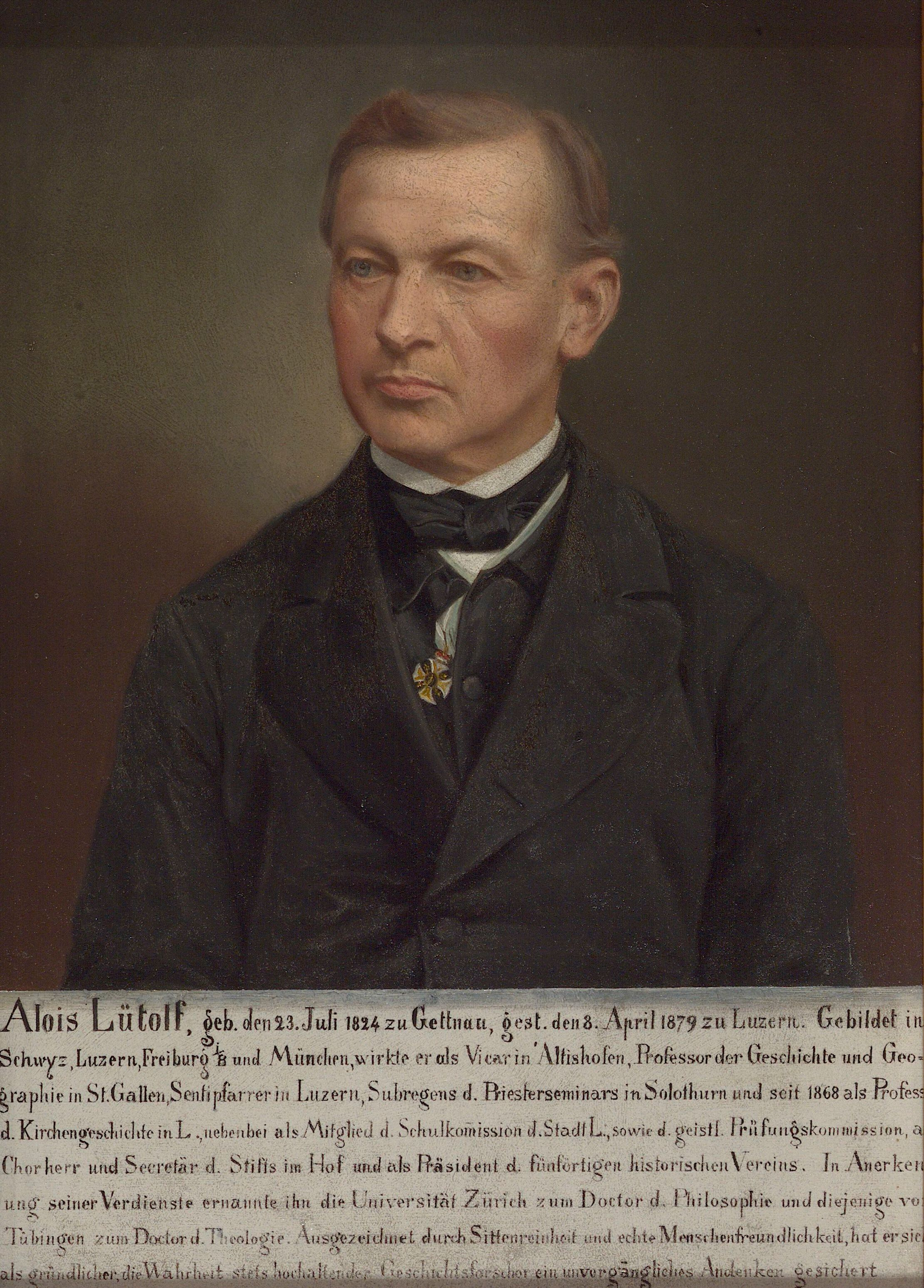
Porträt von Alois Lütolf in der Porträtgalerie der 'merkwürdigen Luzernerinnen und Luzerner'

Alois Lütolf (* 23. Juli 1824 in Gettnau, Kanton Luzern, Schweiz; † 8. April 1879 in Luzern) war ein Schweizer Priester und Kirchenhistoriker. Bekannt wurde er vor allem als Sammler alter Ur-Schweizer Sagen, die er 1865 als Buch veröffentlichte.

## Biografie
Alois Lütolf wurde am Jesuiten-Kollegium in Schwyz erzogen. Er studierte in Luzern (wo er 1847 Zentralpräsident des Schweizerischen Studentenvereins wurde) und in Freiburg im Breisgau. Am 26. Dezember 1850 wurde er zum Priester geweiht.
Nach zwei Jahren als Pfarrhelfer in Altishofen wurde er Lehrer für Geschichte und Geografie an der Kantonsschule St. Gallen. 1856 ging Lütolf zurück nach Luzern, wo er Kuratpriester an der Sentikirche war. 1868 wurde er Professor für Kirchengeschichte an der theologischen Fakultät. Gleichzeitig wirkte er als Chorherr am Stift St. Leodegar und Mauritius im Hof. 1879 erlag er einem Nierenleiden.

## Sagensammlung
Lütolf gehörte dem „Historischen Verein der V alten Orte“ an. Hier erhielt er 1859 durch den Historiker Johann Baptist Brosi die Anregung, die alten Schweizer Sagen zu sammeln. Mit Hilfe von Vereinsmitgliedern befragte er über fünf Jahre in verschiedenen Orten seiner Heimat die Menschen und trug Geschichten, Märchen, Aberglauben und ähnliche Überlieferungen aus der Urschweiz zusammen. Auch Dorfgeistliche halfen ihm bei diesem Vorhaben, so Kaplan Laurenz Feger aus Gurtnellen. Nachdem schon 1862 eine erste Lieferung erschienen war, wurde diese umfangreiche Sammlung 1865 unter dem Titel „Sagen, Bräuche und Legenden aus den fünf Orten Luzern, Uri, Schwyz, Unterwalden, Zug“ veröffentlicht.

## Auszeichnungen
- 1874: Ehrendoktorwürde der Universität Zürich
- 1877: Ehrendoktorwürde der Universität Tübingen

## Werke
- Die Schweizergarde in Rom und ihre Bedeutung und Wirkungen im 16. Jahrhundert: nebst brieflichen Nachrichten zur Geschichte jenes Zeitalters von den Gardeoffizieren; aus den Quellen. Benziger, Einsiedeln 1859.
- Leben und Bekenntnisse des Joseph Laurenz Schiffmann, Pfarrers, Decans und Domherrn der Diöcese Basel: ein Beitrag zur Charakteristik J.M. Sailers und seiner Schule in der Schweiz. Räber, Lucern 1860.
- Sagen, Bräuche und Legenden aus den fünf Orten Luzern, Uri, Schwyz, Unterwalden und Zug. Luzern 1862–1865. (Digitalisat; Nachdruck: Verlag G. Olms, 1976, ISBN 3-487-059738).
- Joseph Eutych Kopp als Professor, Dichter, Staatsmann und Historiker. Franz Joseph Schiffmann, Lucern 1868.
- Die Glaubensboten der Schweiz vor St. Gallus. Räber, Luzern 1871. (Digitalisat).